# Réserve nationale Cerro Castillo
Pour les articles homonymes, voir Cerro Castillo.
La réserve nationale Cerro Castillo est une réserve naturelle située au sud de Coyhaique, dans la région d'Aysén, au Chili. 

## Caractéristiques
La réserve est nommée d'après le cerro Castillo, son point culminant et la principale attraction des environs. La carretera Austral passe à travers la réserve. Parmi les mammifères qu'il est possible d'observer dans la réserve, on peut citer : le huemul, des guanacos, des pumas et des Lycalopex. L'avifaune locale comprend Conure magellanique et condors des Andes. Le Lenga est l'espère d'arbre la plus répandue dans la réserve.
La zone septentrionale de la réserve fait partie du bassin versant du río Aysén, alors qu'au sud de la réserve, les eaux s'écoulent dans le río Ibáñez.